# Dals och Lysings häraders domsaga
Dals och Lysings häraders domsaga var en domsaga i Östergötlands län, bildad 1708. I perioden 1747 och 1763 var den ersatt av Göstrings, Lysings, Dals och Aska härader domsaga. Domsagan uppgick 31 december 1849 i Aska, Dals och Bobergs domsaga och Lysings och Göstrings domsaga.
Domsagan omfattade Dals härad och Lysings härad och lydde under Göta hovrätt.

## Tingslag
- Dals tingslag
- Lysings tingslag

## Häradshövdingar
- 1708-1710 Georg Stierneroos
- 1710-1716 Johan Lagerberg
- 1716-1724 Johan Lothigius
- 1724-1737 Magnus Eneroth
- 1738-1747 Carl Stenholm
- 1747-1763 se Göstrings, Lysings, Dals och Aska härader domsaga
- 1763–1772 Elias Magnus Nordenstolpe
- 1772–1782 Anders Jansson
- 1782-1794 Carl Jakob von Strokirch
- 1794–1821  Ture von Nackreij
- 1822–1838 Mattias Weibull
- 1838-1846 Jonas Abraham Tornérhielm
- 1846-1849 Lars Petter Eneqvist